# Бакенс, Селин
Селин Бакенс (англ. Celine Buckens; род. 9 августа 1996, Брюссельский столичный регион) — бельгийская актриса. Наиболее известная её роль — Эмили в фильме «Боевой конь».

## Биография
Селин Бакенс родилась 9 августа 1996 года в Брюсселе. Училась в лондонской дневной школе Томаса, затем — в школах Годольфин Латимер и Святой Марии. Изучала историю в Лондонской школе экономики и политических наук.
Дебютную роль сыграла в 2011 году в фильме «Боевой конь», за которую в 2012 году была номинирована на премию «Империя» в категории «Лучший женский дебют».
В 2015 году снялась в главной роли в короткометражном фильме «Дождевой коллектор». С 2017 по 2019 год снималась в телесериале «Свобода действий».
В 2020 году снялась во втором сезоне сериала «Воин».

## Фильмография
| Год       |     | Русское название   | Оригинальное название | Роль                    |
| --------- | --- | ------------------ | --------------------- | ----------------------- |
| 2011      | ф   | Боевой конь        | War Horse             | Эмили                   |
| 2015      | кор | Дождевой коллектор | The Rain Collector    | Ванесса Кентворт        |
| 2017      | с   | Индевор            | Endeavour             | медсестра Дейзи Беннетт |
| 2017—2019 | с   | Свобода действий   | Free Rein             | Амелия «Миа» Макдональд |
| 2018      | кор | Не забывай меня    | Ne m'oublie pas       | Эльза                   |
| 2019      | ф   | Хороший лжец       | The Good Liar         | Аннализа                |
| 2020      | с   | Воин               | Warrior               | Софи Мерсер             |
| 2020      | с   | Бриджертоны        | Bridgerton            | Китти Лэнгем            |
| 2021      | с   | Судебный процесс   | Showtrial             | Талита Кэмпбелл         |
| 2022      | с   | Бывшая жена        | The Ex-Wife           | Таша                    |

## Награды и номинации
| Год  | Награда                                          | Категория                         | Работа           | Результат |
| ---- | ------------------------------------------------ | --------------------------------- | ---------------- | --------- |
| 2012 | Империя                                          | Лучший женский дебют              | Боевой конь      | Номинация |
| 2022 | Премия Британской Академии в области телевидения | Лучшая женская роль второго плана | Судебный процесс | Номинация |
| 2022 | International Emmy Awards                        | Лучшая актриса                    | Судебный процесс | Номинация |